# توی
توی (به اسپانیایی: Tui, Pontevedra) یک شهرستان در اسپانیا است که در استان پنتبدرا واقع شده‌است.

## خصوصیات
توی ۶۸٫۳ کیلومترمربع مساحت و ۱۷٬۲۶۲ نفر جمعیت دارد و ۴۴ متر بالاتر از سطح دریا واقع شده‌است.